# 1919
Het jaar 1919 is een jaartal volgens de christelijke jaartelling.

## Gebeurtenissen
januari
- 3 - Ernest Rutherford slaagt erin een atoom te splitsen.
- 4 - De Roden veroveren Riga.
- 5 - In Berlijn breekt de extreemlinkse Spartacusopstand uit, die bloedig wordt neergeslagen.
- 5 - Sovjet-Rusland neemt Minsk in. Wit-Rusland wordt geannexeerd.
- 15 - Rosa Luxemburg en Karl Liebknecht worden in Berlijn vermoord door leden van een vrijkorps.
- 18 - Begin van de vredesonderhandelingen in Parijs, die onder meer tot het Verdrag van Versailles zullen leiden.
- 18 - Oprichting door de nog weinige Surinamers in Nederland van de Vereniging Ons Suriname.
- 21 - De 75 Lagerhuisleden van Sinn Féin, die in december 1918 zijn gekozen, komen bijeen in Mansion House, Dublin. Ze roepen zich uit tot onafhankelijk Iers parlement (Dáil Éireann), met Éamon de Valera als voorzitter.
- 21 - Besluit tot dekozakisatie van het Centrale Comité van de bolsjewistische partij. Ingevolge dit besluit worden in 1920 ongeveer 45.000 Terek-kozakken gedeporteerd naar Oekraïne en het noorden van Europees Rusland. Dit is het begin van de gedwongen volksverhuizingen in de Sovjet-Unie gedurende de daaropvolgende dertig jaar.
- 23 - In Bessarabië breekt de pro-Oekraïense Khotin-opstand tegen Roemenië uit.
- 25 - De Parijse vredesconferentie besluit op haar tweede zitting tot de oprichting van de Volkenbond.
- januari - Het Rode Leger, dat aanvankelijk meer dan de helft van het land in handen had, wordt verdreven uit Estland.

februari
- 3 - In Bern komt de Socialistische Internationale bijeen om de draad weer op te pakken na de wereldoorlog.
- 5 - De eerste Duitse passagiersverbinding door de lucht gaat van start met een dagelijkse vlucht tussen Berlijn en Weimar. Deze wordt uitgevoerd door de Deutsche Luft-Reederei.
- 11 - (Duitsland) - De Duitse Nationale vergadering in Weimar kiest Friedrich Ebert als Rijkspresident.
- 14 - Slag bij Bereza Karuska. Dit wordt door sommigen gezien als het begin van de Pools-Russische Oorlog.
- 21 - De socialist Kurt Eisner wordt in Beieren vermoord door de jonge officier graaf Anton von Arco auf Valley.
- 21 - De eerste paddenstoel, met nummer 1, wordt door de ANWB geplaatst aan het eind van de Zandheuvelweg bij Baarn.
- 27 - De Litouws-Belarussische Socialistische Sovjetrepubliek wordt uitgeroepen. Verzet tegen de nieuwe republiek en de bolsjewieke wordt gesteund door Polen.
- De Verenigde Staten erkennen, als eerste van de grote mogendheden, het nieuwe koninkrijk Joegoslavië.

maart

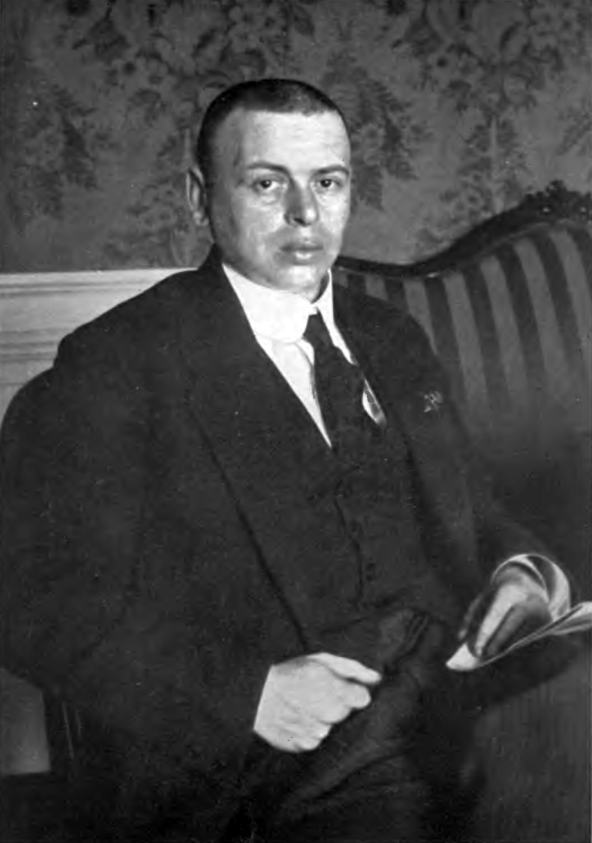
Béla Kun

- 2 - (Rusland) - In Moskou begint het oprichtingscongres van de Derde Internationale (Komintern).
- 9 - In Caïro breekt een opstand uit tegen de verbanning door de Britten van vier leiders van de Wafd, onder wie Saad Zaghlul.
- 10 - Het Britse gezag in India vaardigt de Rowlatt Act uit, die een verlenging betekent van de uitzonderingstoestand van de Eerste Wereldoorlog. Mahatma Gandhi roept op tot geweldloos verzet.
- 17 - In Amsterdam leggen de metaalarbeiders het werk neer. Ze willen een 8-urige werkdag en minimumloon. De metaalstaking duurt uiteindelijk tot 15 april.
- 21 - In Weimar richt de architect Walter Gropius het Bauhaus op. Deze school voor vormgeving heeft grote invloed op het 20e-eeuwse design.
- 21 - De bolsjewieken onder leiding van Béla Kun grijpen de macht in Hongarije. Mihaly Karolyi, de eerste minister van Hongarije, ziet zich gedwongen om af te treden.
- 23 - Benito Mussolini richt in Milaan de fascistische strijdbond op Fasci di Combattimento.
- 28 - Hongaarse troepen vallen Slowakije binnen.
- 31 - Het Verenigd Koninkrijk verlaat de goudstandaard.

april
- 10 - Roemenië valt Hongarije binnen, zie Hongaars-Roemeense Oorlog.
- 12 - In Engeland wordt de 48-urige werkweek ingevoerd.
- 13 - Britse en Gurkha troepen vermoorden ten minste 379 ongewapende demonstranten in Amritsar, India.
- 17 - Charlie Chaplin, Douglas Fairbanks, Mary Pickford en David Wark Griffith stichten de filmmaatschappij United Artists.
- 19 - Italië presenteert haar wensen betreffende de vredesregeling aan de 'Grote 4' (Verenigde Staten, Verenigd Koninkrijk, Frankrijk en Japan).
- 26 - wanneer Beierse communistische milities het Thulehoofdkwartier binnenvallen worden zeven Thuleleden gegijzeld en vier dagen later geëxecuteerd. Onder hen Walter Nauhaus, gravin Heila von Westarp en prins Gustav von Thurn und Taxis.
- 28 - Officiële oprichting van de Volkenbond.
- 28 - De Amerikaan Leslie Irvin maakt als eerste een vrije val met aansluitende parachutesprong. Dit is het eigenlijke begin van parachutespringen als sport.

mei
- 1-2 - Het Duitse leger en vrijkorpstroepen bezetten München en brengen daarmee de Münchense Radenrepubliek tot een eind.
- 2 - In München wordt de Duitse anarchistische politicus en Joods filosoof Gustav Landauer door leden van een vrijkorps vermoord.
- 4 - Massademonstraties van Chinese nationalisten in Peking tegen het Verdrag van Versailles, dat de Duitse concessie in Shandong toewees aan Japan. De demonstranten eisen de teruggave van de buitenlandse concessies. Het protest groeit uit tot de 4 mei-beweging.
- 6 - Begin van de Derde Anglo-Afghaanse Oorlog, nadat Afghaanse troepen Brits-Indië zijn binnengevallen.
- 7 - Duitsland krijgt de (voorlopige) voorwaarden van het Verdrag van Versailles toegezonden.
- 7 - De Russische warlord Nikifor Grigoriev breekt met de bolshevieken.
- 9 - Door een wijziging van de Belgische kieswet wordt de stemgerechtigde leeftijd verlaagd tot 21 jaar en heeft iedere man voortaan één stem (enkelvoudig stemrecht).
- 9 - Het Hongaarse Rode Leger gaat in de tegenaanval tegen Tsjecho-Slowakije.
- 12 - Roemenië eist de Tisza op als grens met Hongarije.
- 15 - Door een amendement van het liberale Kamerlid Henri Marchant wordt in Nederland het algemeen kiesrecht voor vrouwen opengesteld.
- 15 - Griekenland bezet Smyrna.
- 15 - Begin van een zes weken durende algemene staking in Winnipeg.
- 20 - De Hongaren hebben de Tsjechoslowaken teruggedreven tot de grens van voor 1918.
- 25 - Witten uit Estland veroveren Pskov.
- 29 - Zonsverduistering, Arthur Eddington observeert afbuiging door het licht van sterren dat langs de zon scheert. Dit is een ondersteuning van de relativiteitstheorie van Albert Einstein.
- 29 - Duitsland stuurt zijn reactie op het Verdrag van Versailles in.
- 30 - In Szeged wordt een anticommunistische Hongaarse tegenregering gevormd.
- 30 - In de Vredesconferentie van Versailles krijgt België het mandaat over Ruanda-Urundi toegewezen.

juni
- 1 - Hans Adam Dorten, een Rijnlandse separatist, pleegt een mislukte staatsgreep.
- 6 - Finland, waar de Witten de overwinning hebben gehaald, verklaart de oorlog aan de Sovjet-Unie.
- 7 - De Frankfurter Vereinigung für Neue Kunst organiseert de eerste grote Max Beckmann-tentoonstelling.
- 9 - Het Nederlands Voetbalelftal speelt sinds 17 mei 1914 weer eens een officieel interland. In Amsterdam wordt gewonnen met 3-1 van Zweden.
- 13 - De geallieerden stellen de nieuwe grenzen van Hongarije met Roemenië en Tsjecho-Slowakije vast.
- 14 - John Alcock en Arthur Whitten Brown vliegen als eerste non-stop over de Atlantische Oceaan.
- 16 - Duitsland ontvangt de definitieve versie van het Verdrag van Versailles. Het is op slechts enkele punten gewijzigd ten opzichte van de eerste versie.
- 16 - In Den Haag wordt de Zuiderzeeraad geïnstalleerd. De taak van de Zuiderzeeraad is de regering van advies te dienen over de Zuiderzeewerken en de Zuiderzeesteun.
- 21 - De Duitse Keizerlijke Marine brengt bij Scapa Flow haar oorlogsvloot tot zinken, liever dan haar over te dragen aan de geallieerden.
- 23 - Frankrijk eist de terugtrekking van de Hongaarse troepen uit Slowakije, waar deze een sovjetregering hebben gevestigd.
- 25 - (Duitsland) - Het eerste verkeersvliegtuig dat geheel uit metaal is, volbrengt de eerste proefvlucht.
- 28 - (Frankrijk) - De Duitse delegatie ondertekent het Verdrag van Versailles. Daarmee is de Eerste Wereldoorlog officieel beëindigd.
- 30 - De Hongaarse troepen trekken zich terug uit Slowakije. De daar gevestigde sowjetregering valt na slechts twee weken te hebben bestaan.
- juni - De Verenigde Staten keren terug tot de goudstandaard.
- juni - Publicatie van Herfsttij der Middeleeuwen door Johan Huizinga.

juli
- 2 - Het Britse luchtschip R 34 steekt in beide richtingen de Atlantische Oceaan over.
- 4 - Jack Dempsey wint het gevecht om de wereldtitel boksen zwaargewicht door een technische Knock-out tegen titelverdediger Jess Willard.
- 11 - In Nederland wordt een wet aangenomen die de invoering regelt van een Achturige werkdag.
- 14 - De Belgische wielrenner Firmin Lambot beslist de eerste naoorlogse Ronde van Frankrijk in zijn voordeel.
- 17 - Op Wimbledon wint de Française Suzanne Lenglen de finale damesenkelspel van de zevenvoudige winnares Dorothea Douglass-Chambers. In het herenenkelspel wint Gerald Patterson uit Australië.
- 17 - Door een wetswijziging krijgen vrouwen in Italië toegang tot sommige officiële functies, zoals die van advocaat.
- 19 - De gele trui wordt ingevoerd bij de Tour de France, Eugène Christophe is de eerste geletruidrager ooit. De Tour wordt echter gewonnen door Firmin Lambot.
- 21 - Stichting van de Nederlandse Vliegtuigfabriek Fokker door Anthony Fokker.
- 22 - (VK) - In Londen wordt het ballet El sombrero de tres picos van Manuel de Falla voor het eerst uitgevoerd. Decors en kostuums zijn ontworpen door Pablo Picasso.

augustus
- 1 augustus-15 september - Eerste Luchtverkeer Tentoonstelling Amsterdam (ELTA), gebouwd door de Haagse architect Roosenburg, georganiseerd door Albert Plesman.
- 3 - Roemeense troepen bezetten Boedapest. De communistische heerser Béla Kun slaat op de vlucht naar Wenen (later zal hij doorreizen naar de Sowjetunie).
- 8 - De Vrede van Rawalpindi maakt een einde aan de Derde Anglo-Afghaanse Oorlog.
- 8 - De Polen nemen Minsk in.
- 9 - Er komt een regelmatige verbinding met luchtschepen tussen Berlijn en Friedrichshafen (aan de Bodensee).
- 11 - In Duitsland treedt de grondwet in werking. Oprichting van de Weimarrepubliek. De censuur vervalt en nog deze maand verschijnt Die Freundschaft, het eerste blad voor homoseksuelen.
- 17 - Erna Murray zwemt een nieuw wereldrecord op de 100 meter schoolslag met een tijd van 1'33,2".
- 17 - In Indianapolis vestigt Gertrud Ederle een wereldrecord op de 800 meter vrije slag met een tijd van 13'19,2".
- 17 - Bij verkiezingen in Bulgarije wint de Bulgaarse Agrarische Nationale Unie van Aleksandar Stambolijski.
- 24 - (Voetbal) - In Stockholm verliest het Nederlands Elftal met 4-1 van Zweden, doelpunt van Wout Buitenweg.

september
- 2 - In Nederland komen de nieuwe gemeenteraden bijeen om de wethouders te kiezen. Daarbij worden voor het eerst twee vrouwen gekozen: Stiena Ruypers-Erens in Valkenburg en Willy Hofman-Poot in Oostzaan.
- 4 tot 12 - Conferentie van Sivas bespreekt de inrichting van een Turkse republiek.
- 5 - Bij wet wordt onder de regering-Delacroix I het Nationaal Werk voor Kinderwelzijn (NWK) opgericht als gevolg van de Eerste Wereldoorlog. Zo zal de overheid de stichting van vakantiekolonies financieel steunen.
- 10 - De geallieerden sluiten vrede met Oostenrijk in het Verdrag van Saint-Germain. Tsjecho-Slowakije en Hongarije worden onafhankelijk, en Oostenrijk verliest ook gebied aan Joegoslavië, Italië en Polen. Oostenrijk wordt daarmee tot zijn huidige grenzen ingeperkt.
- 12 - Uit woede over het vredesverdrag met Oostenrijk trekt een groep Italiaanse nationalisten onder aanvoering van de dichter Gabriele D'Annunzio Fiume binnen. De Italiaanse regering weigert de stad te annexeren en sluit alle toegangswegen af. D'Annunzio verklaart zichzelf dictator van de stad.
- 12 - Het Spaanse passagiersschip Valbanera vergaat in een orkaan. De bijna 500 opvarenden komen allen om het leven.
- 18 - In Berlijn worden de UFA-studio's geopend met de première van de speelfilm Madame Dubarry van Ernst Lubitsch. De studio's zijn tot hun opheffing in 1945 de grootste van Europa.
- 21 - De Oriënt-Express tussen Parijs en Constantinopel hervat de dienst.
- 22 - Albert I vertrekt naar de Verenigde Staten, waar hij tot begin november zal rondreizen.

oktober
- 7 - De Luchtvaart Maatschappij voor Nederland en Koloniën wordt opgericht door luchtvaartpionier Albert Plesman.
- 7 - (Duitsland) - Bij paardenrennen worden bij de finish voor het eerst controlecamera's gebruikt.
- 10 - (Rusland) - Geconfronteerd met de successen van het Rode Leger in de burgeroorlog, gaan de westerse machten over tot een economische blokkade tegen Rusland.
- 10 - (Oostenrijk) - De opera Die Frau ohne Schatten van Richard Strauss gaat in première in Wenen.
- 18 - (Spanje) - In Madrid wordt de metro in bedrijf genomen.
- 19 - Willem Mengelberg begint aan een serie van 27 concerten, die de gehele muziekgeschiedenis bestrijken.
- 30 - (Verenigd Koninkrijk) - In Cambridge slaagt Ernest Rutherford erin om kunstmatig een atoomkern te splitsen.
- 'Witte' troepen bedreigen Moskou en Petrograd.

november
- Begin november - Adolf Hitler sluit zich aan bij de Deutsche Arbeiter Partei (DAP) wat later de NSDAP, de Nationaalsocialistische Duitse Arbeiderspartij zal worden.
- 6 - Eerste radio-uitzending in Nederland voor een algemeen publiek verzorgd door radiopionier à Steringa Idzerda met zijn zender PCGG.
- 9 - Felix de Kat, de eerste populaire tekenfilmfiguur, maakt zijn debuut.
- 14 - De bolsjewieken nemen de Witte hoofdstad Omsk in.
- 16 - (Duitsland) - Hans Bredow demonstreert in Berlijn een buizenzender voor spraak en muziek.
- 18 - (VS) - De Senaat wijst ratificatie van het verdrag van Versailles af en de Verenigde Staten treden niet toe tot de Volkenbond.
- 23 - (Italië) - De Fransman André Boillot wint met een Peugeot de Targa Florio op Sicilië.
- 27 - Het verdrag van Neuilly, het vredesverdrag tussen de geallieerden en Bulgarije, wordt gesloten.
- 28 - (Duitsland) - In Berlijn opent Max Reinhardt het door Hans Poelzig gebouwde Grosse Schauspielhaus met de Oresteia van Aeschylus.
- 28 - Nancy Astor wordt in het Britse Lagerhuis gekozen, en neemt daar als eerste vrouw in plaats. Ze is niet de eerste vrouw gekozen als zodanig, dat was Constance Markievicz een jaar eerder, doch net als haar partijgenoten van Sinn Féin weigerde zij de gewonnen zetel in te nemen.
- 30 - De Franse parlementsverkiezingen worden gewonnen door het rechtse Bloc National.
- Bij verkiezingen in Italië winnen de socialisten.
- Gezondheidsautoriteiten verklaren de Spaanse griep-pandemie voorbij.

december
- 3 - In Nederland treedt de Invaliditeitswet van Talma in werking.
- 10 - Woodrow Wilson ontvangt de Nobelprijs voor de Vrede.
- 11 - De geallieerden regelen de verdeling van Syrië en omliggende gebieden: Syrië wordt in naam onafhankelijk met Faisal als staatshoofd, onder Frans mandaat. Libanon wordt een aparte staat. Palestina en Mosoel (het huidige Irakees-Koerdistan) worden Britse mandaatgebieden.
- 17 - De bolsjewieken heroveren Kiev op Anton Denikin.
- Een nationaal congres in Albanië onder Italiaanse leiding vormt een voorlopige regering.
- De tractor wordt op een demonstratie getoond en in Groningen worden de eerste echt gebruikt.

zonder datum
- (VS) - De raketpionier Robert H. Goddard ontdekt "een methode voor het bereiken van extreem grote hoogten": het principe van de vloeibare-brandstofraket.
- (Frankrijk) - Als eerste Europese autofabriek neemt Citroën de lopende band in gebruik.
- Jules Rimet wordt voorzitter van de FIFA.

## Muziek
- De Finse componist Jean Sibelius componeert de Academische Feestmars Promootiomarssi
- Gabriel Fauré componeert de orkestsuite Masques et Bergamasques, Opus 112
- Erik Satie componeert het pianowerk Nocturnes.

### Premières
- In januari vindt de eerste uitvoering van Frank Bridges A prayer plaats
- 30 januari, eerste uitvoering van het Vioolconcert van Frederick Delius
- 13 februari, eerste publieke uitvoering van In memoriam van Arnold Bax
- 27 februari, eerste uitvoering van Frank Bridges Isobel
- 1 maart, eerste uitvoering van Kurt Atterbergs Symfonie nr. 4
- 20 maart, eerste uitvoering van Natanael Bergs Symfonie nr. 4
- 6 april, eerste uitvoering van Albert Roussels Impromptu pour harpe
- 6 juni, eerste uitvoering van de gezamenlijke compositie Variations on Cadet Rousselle (Frank Bridge, Arnold Bax, John Ireland en Eugène Aynsley Goossens
- 26 september, Cally Monrad zong Ni digte af Cally Monrad van Hjalmar Borgstrøm in zijn geheel
- 21 oktober, eerste uitvoering van de opera Kronbruden van Ture Rangström
- 27 december, eerste uitvoering van Deux mélodies opus 19 en Deux mélodies opus 20 van Albert Roussel

## Beeldende kunst

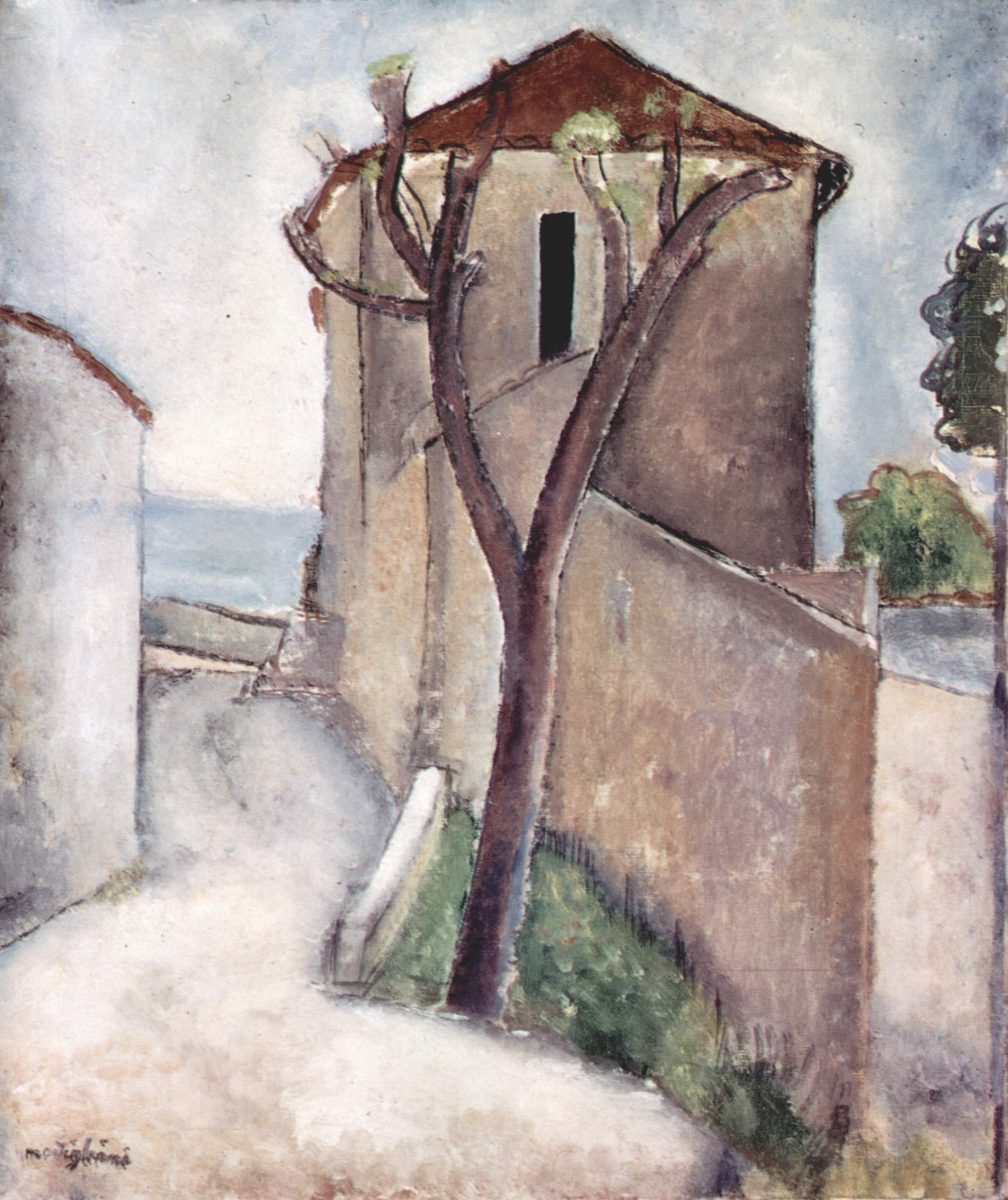
Boom en huizen (1919) Amedeo Modigliani, privéverzameling

## Bouwkunst

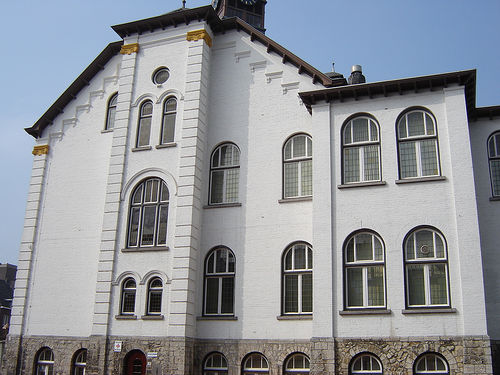
Raadhuis, Brunssum (1919)

## Geboren

### januari
- 1 - J.D. Salinger, Amerikaans schrijver (overleden 2010)
- 3 - Henk Sprenger, Nederlands striptekenaar (overleden 2005)
- 12 - Ralph Gottfrid Pearson, Amerikaans chemicus (overleden 2022)
- 13 - Harry Stockman, Amerikaans autocoureur (overleden 1994)
- 14 - Giulio Andreotti, Italiaans politicus (overleden 2013)
- 15 - George Cadle Price, Belizaans politicus (overleden 2011)
- 18 - Joan Brossa i Cuervo, Catalaans letterkundige en plastisch kunstenaar (overleden 1998)
- 18 - Juan Orrego-Salas, Chileens componist en dirigent (overleden 2019)
- 18 - Toni Turek, Duits voetballer (overleden 1984)
- 19 - Antoni Brzeżańczyk, Pools voetballer en voetbaltrainer (overleden 1987)
- 19 - Miguel Ángel Rugilo, Argentijns voetballer (overleden 1993)
- 21 - Cees Schouwenaar, Nederlands marktkoopman en acteur (overleden 2006)
- 22 - Peter L. Bernstein, Amerikaans econoom, financieel historicus en beleggingsspecialist (overleden 2009)
- 22 - Eugène Gessel, Surinaams historicus en politiek analyticus (overleden 2020)
- 23 - Jan Derksen, Nederlands wielrenner (overleden 2011)
- 25 - Dina Vierny, Frans fotomodel (overleden 2009)
- 26 - Beppie Nooij jr., Nederlands actrice (overleden 1979)

### februari

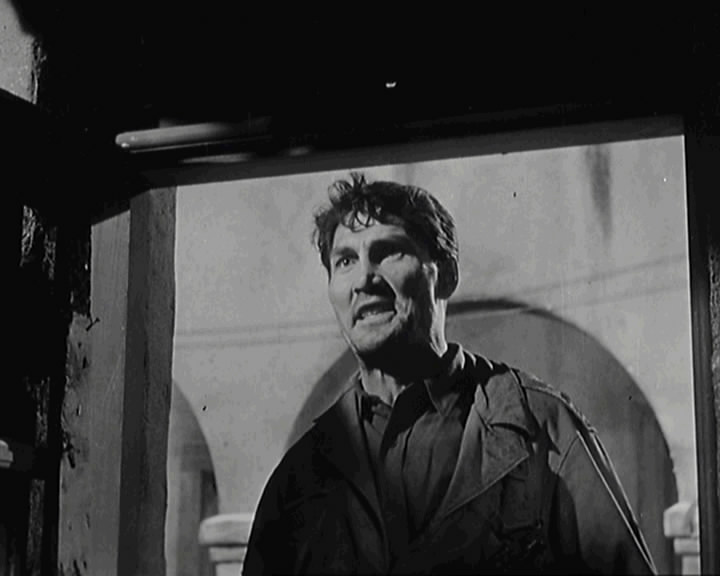
Jack Palance, 18 februari

- 1 - Pietro Garinei, Italiaans musicalcomponist en -producent (overleden 2006)
- 5 - Red Buttons, Amerikaans acteur (overleden 2006)
- 10 - Jan Naaijkens, Nederlands schrijver (overleden 2019)
- 11 - Eva Gabor, Hongaars-Amerikaans actrice (overleden 1995)
- 13 - Tennessee Ernie Ford, Amerikaans zanger en acteur (overleden 1991)
- 15 - Ina Isings, Nederlands hoogleraar archeologie (overleden 2018)
- 15 - Earl Motter, Amerikaans autocoureur (overleden 1992)
- 17 - J.M.S. Careless, Canadees historicus (overleden 2009)
- 18 - Jack Palance, Amerikaans acteur (overleden 2006)
- 18 - José de Jesús Pimiento Rodríguez, Colombiaans kardinaal (overleden 2019)
- 19 - Erik Lundgren, Zweeds autocoureur (overleden 1967)
- 20 - Lotfollah Safi Golpaygani, Iraans ayatolla (overleden 2022)
- 20 - Piet Stam, Nederlands zwemmer (overleden 1996)
- 22 - Henri Arnoldus, Nederlands onderwijzer en kinderboekenschrijver (overleden 2002)
- 24 - Nellie Connally, Amerikaans inzittende van de auto waarin president Kennedy werd vermoord (overleden 2006)
- 26 - Tine van Buul, Nederlands uitgeefster (overleden 2009)
- 27 - Alejandro Almendras, Filipijns politicus (overleden 1995)
- 28 - Brian Urquhart, Brits militair inlichtingenofficier en VN-diplomaat (overleden 2021)

### maart

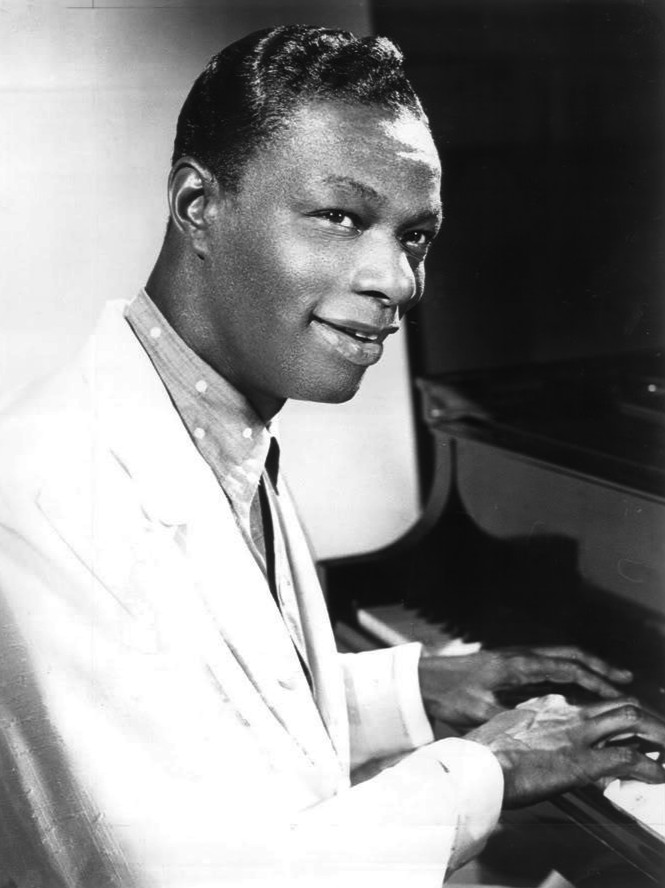
Nat King Cole, 17 maart

- 1 - Leroy Warriner, Amerikaans autocoureur (overleden 2003)
- 4 - Martin Batenburg, Nederlands politicus (overleden 2002)
- 10 - Emiel Faingnaert, Belgisch wielrenner (overleden 1980)
- 12 - Frank Campanella, Amerikaans acteur (overleden 2006)
- 13 - Klazien Rotstein-van den Brink, Nederlands kruidenvrouw (overleden 1997)
- 17 - Robert Cayman, Belgisch hockeyer (overleden  2001)
- 17 - Nat King Cole, Amerikaans jazzmuzikant (overleden 1965)
- 19 - Cees Berkhouwer, Nederlands politicus (overleden 1992)
- 24 - Lawrence Ferlinghetti, Amerikaans schrijver en dichter (overleden 2021)
- 24 - Robert Heilbroner, Amerikaans econoom (overleden 2005)
- 27 - Simon van Collem, Nederlands (film)journalist en televisiepresentator (overleden 1989)

### april

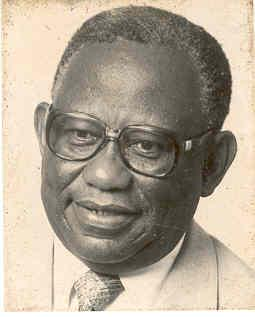
Frank Essed, 21 april

- 1 - Joseph E. Murray, Amerikaans chirurg en Nobelprijswinnaar (overleden 2012)
- 2 - Delfo Cabrera, Argentijns atleet (overleden 1981)
- 3 - Hugh FitzRoy, Brits hertog (overleden 2011)
- 4 - Betty Bausch-Polak, Nederlands Holocaust-overlevende (overleden 2024)
- 8 - Ian Smith, Rhodesisch politicus (overleden 2007)
- 10 - Anda Kerkhoven, Nederlands verzetsvrouw (overleden 1945)
- 10 - Annie Timmermans, Nederlands zwemster (overleden 1958)
- 11 - Hugh Carey, Amerikaans politicus (overleden 2011)
- 13 - Howard Keel, Amerikaans acteur en zanger (overleden 2004)
- 14 - Raúl Primatesta, Argentijns aartsbisschop en kardinaal (overleden 2006)
- 16 - Merce Cunningham, Amerikaans choreograaf (overleden 2009)
- 16 - Jacob de Mos, Nederlands zeeman en Engelandvaarder (overleden 2016)
- 16 - Flip Winckel, Nederlands Engelandvaarder (overleden 2009)
- 18 - Jacob Luitjens, Nederlands collaborateur tijdens de Tweede Wereldoorlog (overleden 2022)
- 21 - Frank Essed, Surinaams politicus (overleden 1988)
- 21 - Erika Visser, Nederlands kunstenares (overleden 2007)
- 22 - Donald Cram, Amerikaans scheikundige en Nobelprijswinnaar (overleden 2001)
- 23 - Anne Buydens, Belgisch-Amerikaans actrice (overleden 2021)
- 23 - Yoshitaro Nomura, Japans filmregisseur (overleden 2005)
- 23 - Jens Quistgaard, Deens ontwerper (overleden 2008)
- 24 - Wolfgang Panofsky, Duits-Amerikaans natuurkundige (overleden 2007)
- 26 - Antoon Mortier, Belgisch kunstenaar (overleden 2016)
- 27 - Leo van Zandvliet, Nederlands voorzitter van voetbalclub Feyenoord (overleden 1999)
- 29 - Gérard Oury, Frans regisseur, scenarioschrijver en acteur (overleden 2006)

### mei

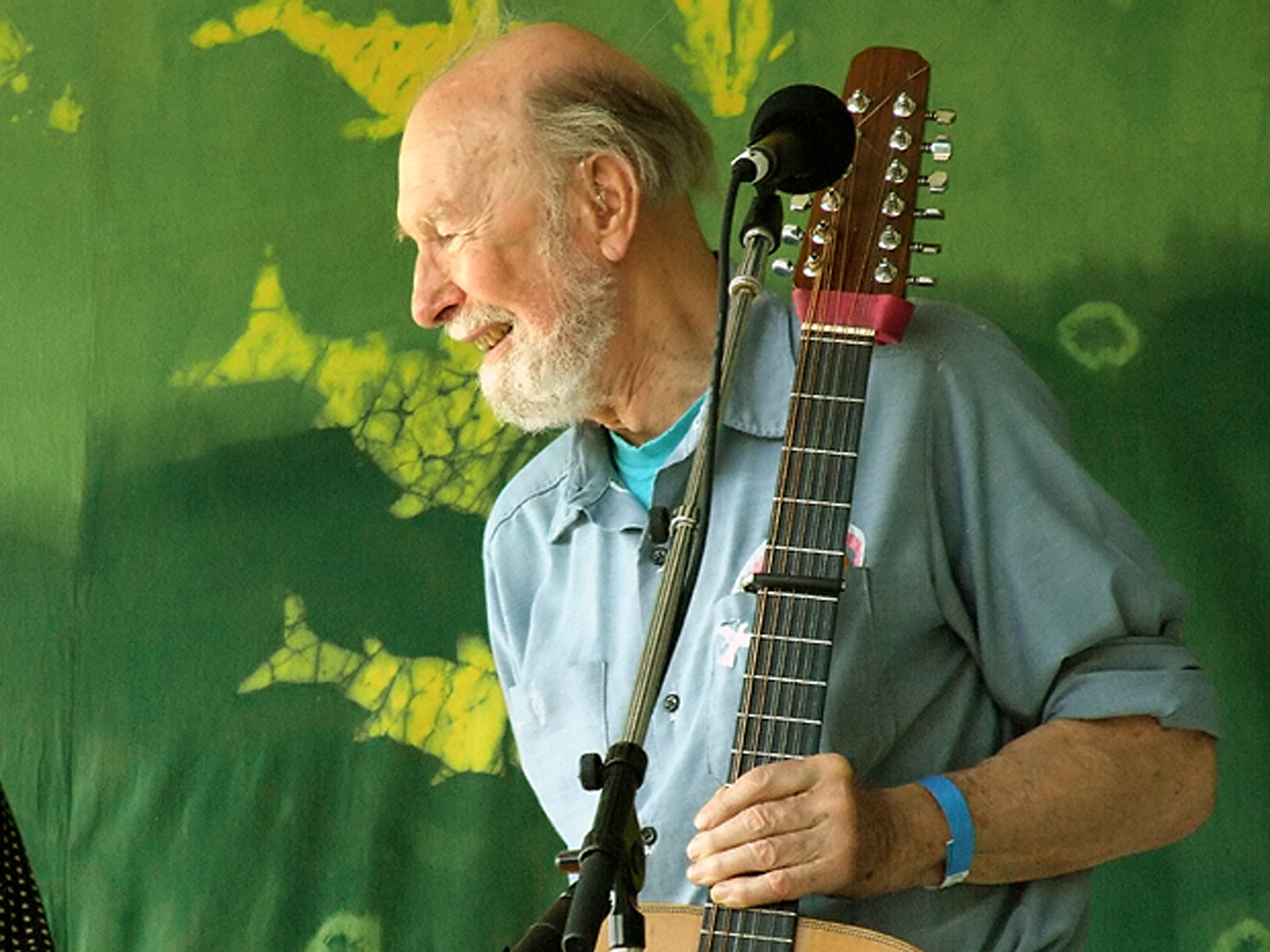
Pete Seeger, 3 mei

- 3 - Traute Lafrenz, Duits verzetsstrijdster (overleden 2023)
- 3 - Pete Seeger, Amerikaans folk- en protestzanger (overleden 2014)
- 4 - Bouk Schellingerhoudt, Nederlands wielrenner (overleden 2010)
- 5 - Georgios Papadopoulos, Grieks militair en politicus (overleden 1999)
- 6 - Alejandro Finisterre, Spaans dichter (overleden 2007)
- 6 - André Guelfi, Frans autocoureur (overleden 2016)
- 6 - Juan Carlos Muñoz, Argentijns voetballer (overleden 2009)
- 7 - La Esterella, Belgisch zangeres (overleden 2011)
- 7 - Jan Kloos, Nederlands verzetsstrijder (overleden 1945)
- 7 - Eva Perón, Argentijns first lady (overleden 1952)
- 7 - Boris Sloetski, Russisch schrijver en dichter (overleden 1986)
- 8 - Archie Baird, Schots voetballer (overleden 2009)
- 10 - Antônio Olinto, Braziliaans schrijver (overleden 2009)
- 11 - Hedzer Rijpstra, Nederlands burgemeester en Commissaris van de Koningin in Friesland (overleden 2011)
- 15 - Mary Eugenia Charles, Dominicaans politica (overleden 2005)
- 16 - Liberace, Amerikaans pianist en entertainer (overleden 1987)
- 16 - Robert Pound, Canadees-Amerikaans natuurkundige (overleden 2010)
- 17 - Antonio Aguilar, Mexicaans zanger en acteur (overleden 2007)
- 18 - Boris Christoff, Italiaans-Bulgaars operazanger (overleden 1993)
- 19 - Mitja Ribičič, Sloveens politicus (overleden 2013)
- 19 - Jo Stroomberg, Nederlands zwemster (overleden 1984)
- 20 - Lina Espina-Moore, Filipijns schrijfster (overleden 2000)
- 22 - Peter Howson, Australisch minister (overleden 2009)
- 24 - Leo van Heijningen, Nederlands advocaat en publicist (overleden 2008)
- 25 - Jo Teunissen-Waalboer, Nederlands atlete (overleden 1991)

### juni

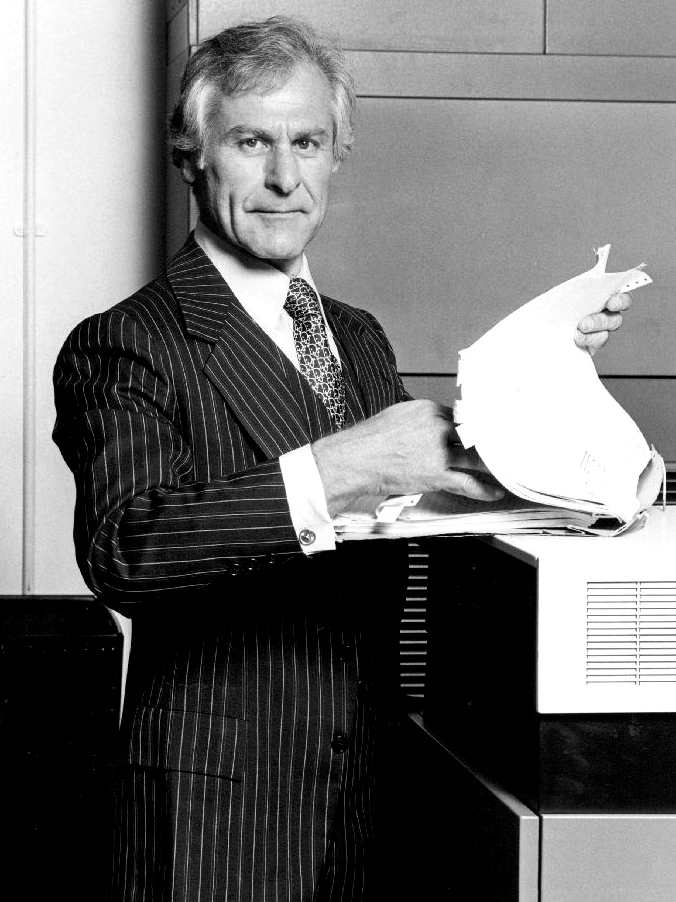
Sam Wanamaker, 14 juni

- 5 - Lennart Hellsing, Zweeds schrijver en vertaler (overleden 2015)
- 6 - Lord Carrington, Brits politicus (overleden 2018)
- 10 - Moultrie Patten, Amerikaans acteur en jazzmusicus (overleden 2009)
- 11 - Richard Todd, Brits acteur (overleden 2009)
- 12 - Oberdan Cattani, Braziliaans voetbaldoelman (overleden 2014)
- 12 - Lo de Ruiter, Nederlands ambtenaar, politicus, (omroep)bestuurder en publicist (overleden 2008)
- 14 - Sam Wanamaker, Amerikaans acteur en regisseur (overleden 1993)
- 14 - Willy Wielek-Berg, Nederlands vertaalster en filmcritica (overleden 2004)
- 15 - Paul Joseph Pham Ðinh Tung, Vietnamees aartsbisschop en kardinaal (overleden 2009)
- 17 - Max Dendermonde, Nederlands schrijver (overleden 2004)
- 17 - Ton Lutz, Nederlands acteur (overleden 2009)
- 17 - Galina Oestvolskaja, Russisch componiste (overleden 2006)
- 19 - Gérard Dionne, Canadees bisschop (overleden 2020)
- 20 - Kees Kelfkens, Nederlands beeldend kunstenaar (overleden 1986)
- 24 - Al Molinaro, Amerikaans acteur (overleden 2015)
- 26 - André Hissink, Nederlands oorlogsveteraan (overleden 2024)
- 26 - Mildred Savage, Amerikaans schrijfster (overleden 2011)

### juli

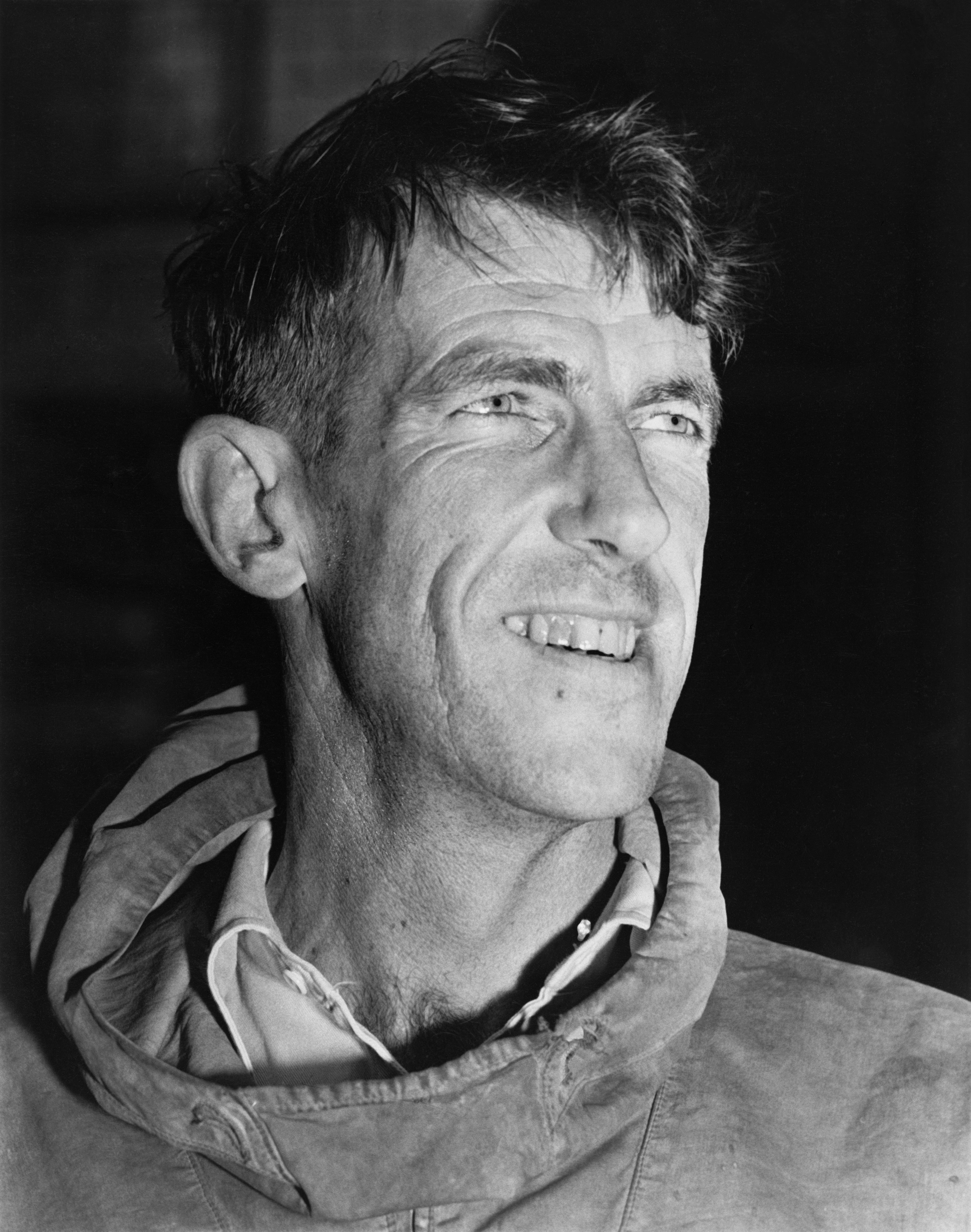
Edmund Hillary, 20 juli

- 6 - Ernst Haefliger, Zwitsers tenor (overleden 2007)
- 6 - Oswaldo Guayasamín, Ecuadoraans kunstschilder (overleden 1999)
- 8 - Walter Scheel, Duits politicus, bondspresident 1974-1979 (overleden 2016)
- 14 - Janneke Johanna Landman, Nederlands voorvechter voor de dovenwereld (overleden 2007)
- 14 - Lino Ventura, Italiaans filmacteur (overleden 1987)
- 15 - Iris Murdoch, Brits schrijfster en filosofe (overleden 1999)
- 16 - Choe Gyuha, Zuid-Koreaans president (overleden 2006)
- 17 - Alan Cottrell, Brits metallurgist en fysicus (overleden 2012)
- 20 - Edmund Hillary, Nieuw-Zeelands bergbeklimmer (overleden 2008)
- 24 - Ferdy Kübler, Zwitsers wielrenner (overleden 2016)
- 26 - James Lovelock, Brits onafhankelijk wetenschapper en onderzoeker en natuurbeschermer (overleden 2022)
- 27 - Gogó Andreu, Argentijns acteur, schrijver en komiek (overleden 2012)
- 28 - Milan Horvat, Kroatisch dirigent (overleden 2014)
- 29 - Vic Lewis, Brits jazzbandleider (overleden 2009)
- 31 - Primo Levi, Italiaans schrijver (overleden 1987)

### augustus

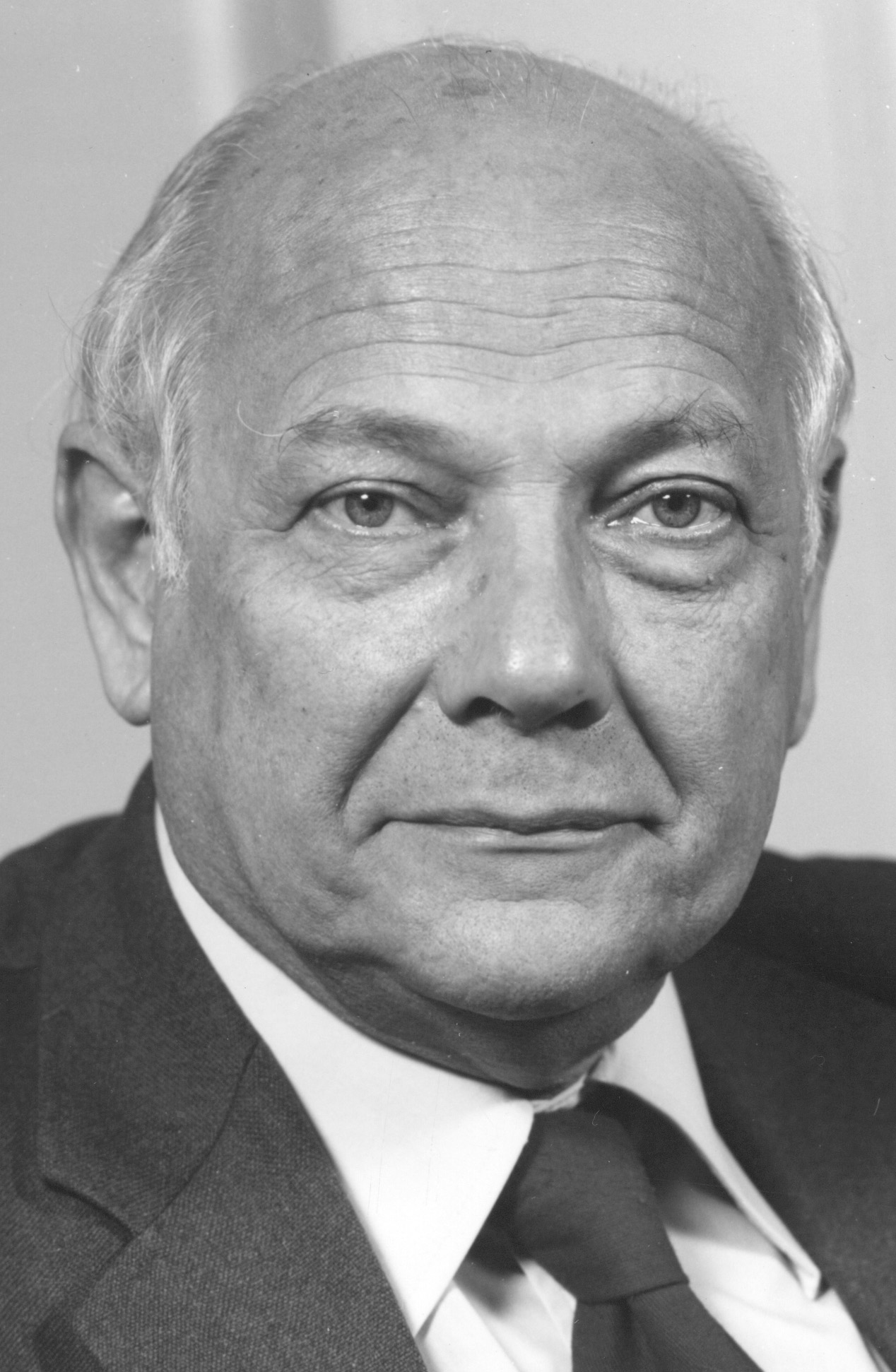
Joop den Uyl, 9 augustus

- 2 - Nehemiah Persoff, Israëlisch-Amerikaans acteur (overleden 2022)
- 4 - Michel Déon, Frans schrijver (overleden 2016)
- 4 - Emmy Lopes Dias, Nederlands actrice (overleden 2005)
- 4 - Michael Ross, Amerikaans televisieproducent, -regisseur en -scenarioschrijver (overleden 2009)
- 5 - Mary Servaes (Zangeres Zonder Naam), Nederlands zangeres (overleden 1998)
- 6 - Treddy Ketcham, Amerikaans militair in de Tweede Wereldoorlog en sportbestuurder (overleden 2006)
- 8 - Dino De Laurentiis, Italiaans filmproducer (overleden 2010)
- 9 - Edmund Hockridge, Canadees zanger (overleden 2009)
- 9 - Joop den Uyl, Nederlands politicus en minister-president (overleden 1987)
- 11 - Ginette Neveu, Frans violiste (overleden 1949)
- 12 - Margaret Burbidge, Brits-Amerikaans astrofysica (overleden 2020)
- 12 - Shorty Templeman, Amerikaans autocoureur (overleden 1962)
- 14 - Hubert Schlafly, Amerikaans elektrotechnicus en uitvinder (overleden 2011)
- 19 - Malcolm Forbes, Amerikaans uitgever (overleden 1990)
- 24 - Niels Viggo Bentzon, Deens componist (overleden 2000)
- 24 - Gabriel Gaudin, Frans wielrenner (overleden 1999)
- 24 - Mimi van den Hurk, Nederlands verzetsstrijder (overleden 2001)
- 24 - Drs. P, Nederlands liedjesschrijver, zanger en taalkunstenaar (overleden 2015)
- 25 - Tjaard W.R. de Haan, Nederlands volkskundige en neerlandicus (overleden 1983)
- 27 - Jan Cox, Belgisch kunstschilder (overleden 1980)
- 27 - André Declerck, Belgisch wielrenner (overleden 1967)
- 28 - Jant Smit, Nederlands beeldhouwer (overleden 1969)
- 30 - Wolfgang Wagner, Duits operaregisseur, decorontwerper en directeur van de Bayreuther Festspiele (overleden 2010)

### september

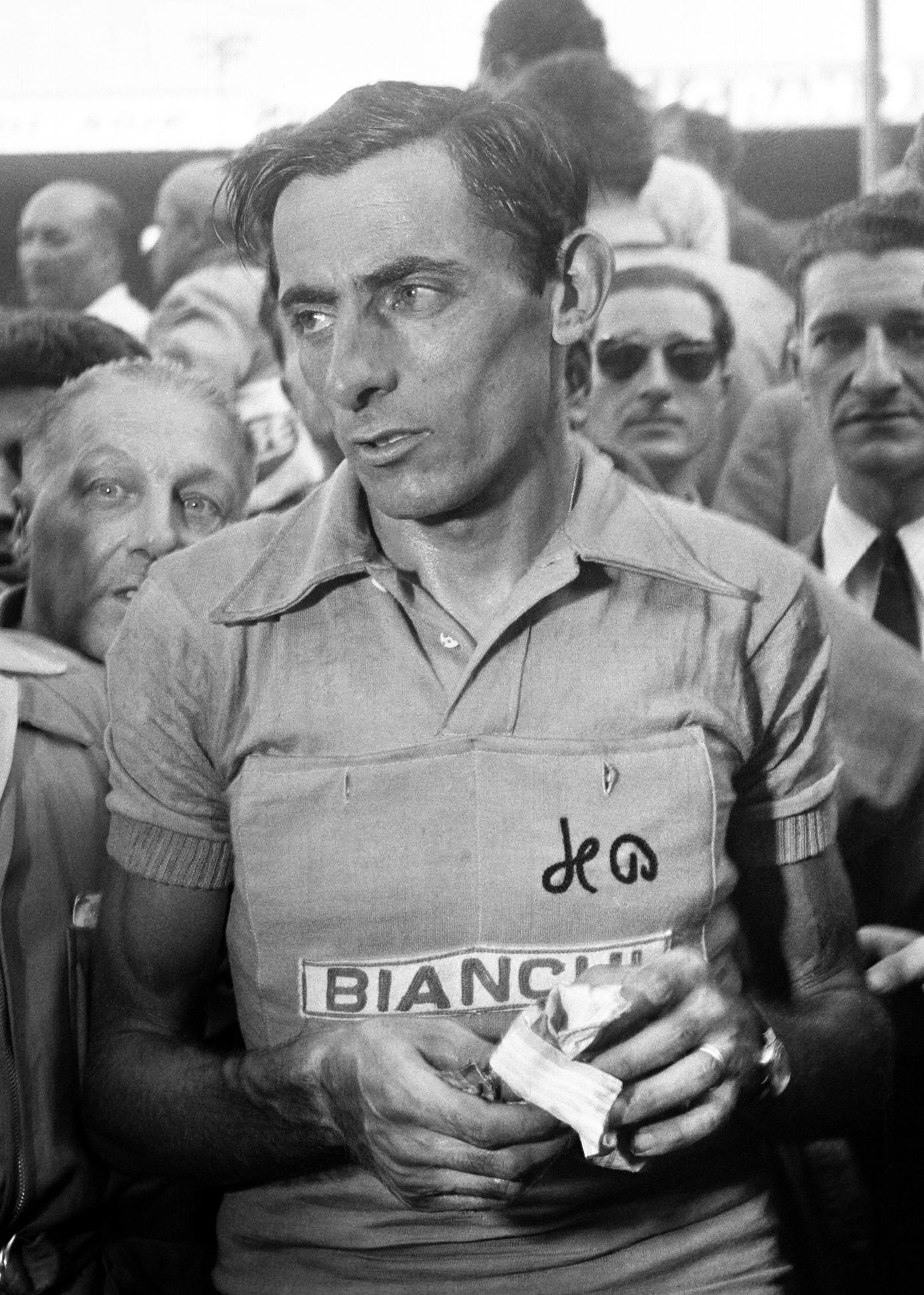
Fausto Coppi, 15 september

- 1 - Piet Meerburg, Nederlands verzetsheld, mede-oprichter Filmmuseum en theaterexploitant (overleden 2010)
- 1 - Pratap Chandra Chunder, Indiaas politicus (overleden 2008)
- 2 - Anne-Marie Blanc, Zwitsers film- en televisieactrice (overleden 2009)
- 2 - Marge Champion, Amerikaans actrice en danseres (overleden 2020)
- 4 - Teddy Johnson, Brits zanger (overleden 2018)
- 6 - Lee Archer, Amerikaans piloot (overleden 2010)
- 6 - Wilson Greatbatch, Amerikaans ingenieur en uitvinder (overleden 2011)
- 7 - Briek Schotte, Belgisch wielrenner (overleden 2004)
- 8 - Johan Kvandal, Noors componist (overleden 1999)
- 8 - Meda Mládková, Tsjechisch kunsthistorica en kunstverzamelaarster (overleden 2022)
- 10 - Lex van Delden, Nederlands componist (overleden 1988)
- 12 - Jean Prouff, Frans voetballer en voetbalcoach (overleden 2008)
- 15 - Fausto Coppi, Italiaans wielrenner (overleden 1960)
- 17 - Hendrik Entjes, Nederlands taalkundige en hoogleraar (overleden 2006)
- 19 - Shuichi Kato, Japans cultuur- en literatuurwetenschapper (overleden 2008)
- 20 - Mom Wellenstein, Nederlands topambtenaar (overleden 2016)
- 21 - Aya Zikken, Nederlands schrijfster (overleden 2013)
- 25 - Felipe Cruz, Filipijns ondernemer (overleden 2013)
- 26 - Matilde Camus, Spaans dichteres (overleden 2012)
- 29 - Martha Dewachter, Belgisch actrice (overleden 2016)
- 29 - Margot Hielscher, Duits zangeres en filmactrice (overleden 2017)
- 29 - Masao Takemoto, Japans gymnast (overleden 2007)

### oktober

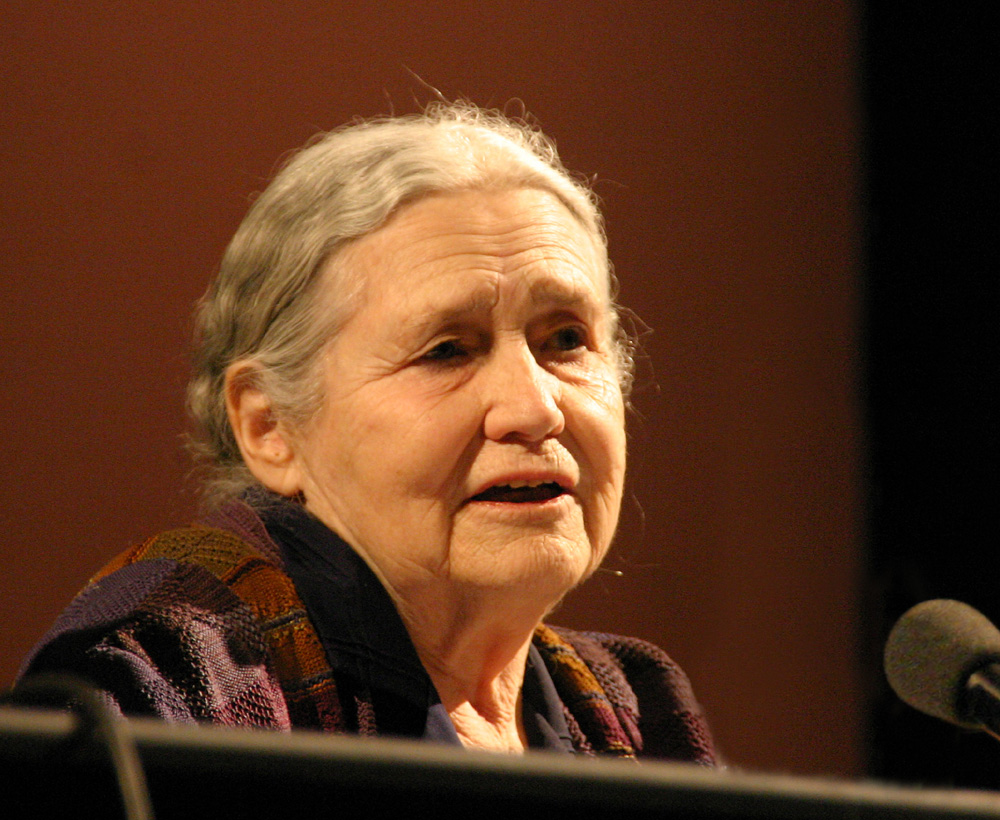
Doris Lessing, 22 oktober

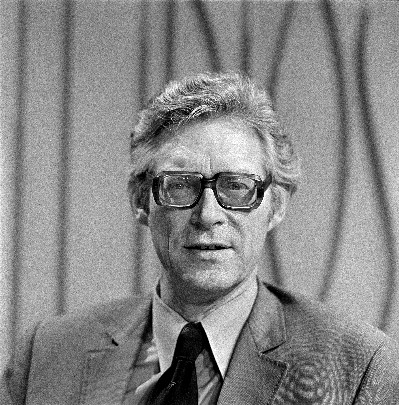
Herman Kuiphof, 27 oktober

- 4 - Jan Spierdijk, Nederlands  schrijver en journalist (overleden 1997)
- 5 - Joan van der Brugghen, Nederlands ingenieur (overleden 2006)
- 5 - Luis Daal, Curaçaos schrijver, dichter, essayist, vertaler en papiamentist (overleden 1997)
- 5 - Siny van Iterson, Curaçaos-Nederlands jeugdboekenschrijfster (overleden 2018)
- 5 - Donald Pleasence, Brits acteur (overleden 1995)
- 7 - Anton Blok, Nederlands atleet (overleden 1977)
- 7 - Zelman Cowen, Australisch politicus (overleden 2011)
- 7 - Erik Elmsäter, Zweeds atleet en Noords skiër (overleden 2006)
- 9 oktober - Marinus Verhage, Nederlands verzetsstrijder (overleden 1994)
- 11 - Art Blakey, Amerikaans jazzdrummer (overleden 1990)
- 11 - Ab Hofstee, Nederlands acteur en zanger (overleden 1985)
- 15 - Chuck Stevenson, Amerikaans autocoureur (overleden 1995)
- 17 - Es'kia Mphahlele, Zuid-Afrikaans schrijver, literatuurwetenschapper, kunstactivist en humanist (overleden 2008)
- 17 - Wim Nota, Nederlands atleet (overleden 2003)
- 17 - Zhao Ziyang, Chinees politicus (overleden 2005)
- 18 - Anita O'Day, Amerikaans zangeres (overleden 2006)
- 20 - Tracy Hall, Amerikaans fysisch chemicus (overleden 2008)
- 22 - Doris Lessing, Brits schrijfster en Nobelprijswinnares (overleden 2013)
- 22 - Dé Stoop, Nederlands sportbestuurder (overleden 2007)
- 25 - Luis H. Álvarez, Mexicaans politicus (overleden 2016)
- 25 - Beate Uhse, Duits ondernemer (overleden 2001)
- 26 - Mohammad Reza Pahlavi, Sjah van Perzië (overleden 1980)
- 27 - Herman Kuiphof, Nederlands sportverslaggever (overleden 2008)
- 28 - Walt Hansgen, Amerikaans autocoureur (overleden 1966)
- 28 - Sjef Janssen, Nederlands wielrenner (overleden 2014)
- 28 - Bernhard Wicki, Oostenrijks regisseur en acteur (overleden 2000)
- 30 - Mientje Proost, Nederlands koerierster in de Tweede Wereldoorlog (overleden 2012)

### november
- 1 - Aldo Mongiano, Italiaans bisschop (overleden 2020)
- 4 - Peter Schilperoort, Nederlands jazzmusicus en bandleider (overleden 1990)
- 4 - Eric Thompson, Brits autocoureur (overleden 2015)
- 8 - Cy Grant, Guyaans acteur (overleden 2010)
- 10 - Michail Kalasjnikov, Russisch militair en wapenontwerper (overleden 2013)
- 10 - François Périer, Frans acteur (overleden 2002)
- 12 - Ray Kellogg, Amerikaans acteur (overleden 1998)
- 14 - Björn Borg, Zweeds zwemmer (overleden 2009)
- 15 - Inez James, Amerikaans filmcomponist (overleden 1993)
- 15 - Paul Moore, Amerikaans predikant voor de episcopaalse kerk (overleden 2003)
- 15 - Georg Rüssmann, Duits componist, dirigent en muzikant (overleden 1986)
- 15 - Nova Pilbeam, Brits actrice (overleden 2015)
- 18 - Joseph Van Staeyen, Belgisch wielrenner (overleden 1991)
- 19 - Gillo Pontecorvo, Italiaans regisseur en scenarioschrijver (overleden 2006)
- 21 - Gert Fredriksson, Zweeds kanovaarder (overleden 2006)
- 21 - Jacques Senard, Frans diplomaat (overleden 2020)
- 22 - François Braekman, Belgisch atleet (overleden 2007)
- 22 - Pol Braekman, Belgisch atleet (overleden 1994)
- 23 - Peter Frederick Strawson, Brits filosoof (overleden 2006)
- 25 - Øistein Sommerfeldt, Noors componist (overleden 1994)
- 26 - Frederik Pohl, Amerikaans sciencefictionschrijver en redacteur (overleden 2013)
- 27 - Chris Ackerman, Nederlands voetballer (o.a. Ajax) (overleden 2011)
- 27 - Eva Arndt, Deens zwemster (overleden 1993)
- 30 - Detlef Kraus, Duits pianist (overleden 2008)
- 30 - Pleun Verhoef, Nederlands Engelandvaarder, geheim agent en blikwerker (overleden 1944)

### december
- 6 - Clyde Cowan, Amerikaans natuurkundige (overleden 1974)
- 8 - Peter Tali Coleman, Amerikaans-Samoaans politicus (overleden 1997)
- 8 - Kateryna Joesjtsjenko, Sovjet-Oekraïens informatica (overleden 2001)
- 9 - William Lipscomb, Amerikaans chemicus en Nobelprijswinnaar (overleden 2011)
- 11 - Loes van der Horst, Nederlands beeldend kunstenares (overleden 2012)
- 11 - Lucien Teisseire, Frans wielrenner (overleden 2007)
- 12 - Fritz Muliar, Oostenrijks acteur (overleden 2009)
- 12 - Claude Nollier, Frans actrice (overleden 2009)
- 12 - José Villalonga, Spaans voetbalcoach (overleden 1973)
- 12 - Leonard de Vries, Nederlands schrijver (overleden 2002)
- 14 - Edouard Longerstaey, Belgisch diplomaat (overleden 1986)
- 14 - Henk van Rossum, Nederlands politicus (overleden 2017)
- 15 - Johfra, Nederlands kunstschilder (overleden 1998)
- 15 - Åke Seyffarth, Zweeds schaatser (overleden 1998)
- 16 - Aguedo Agbayani, Filipijns afgevaardigde en gouverneur (overleden 2003)
- 16 - Manke Nelis, Nederlands muzikant (overleden 1993)
- 17 - Tomáš Špidlík, Tsjechisch kardinaal (overleden 2010)
- 17 - Tini Wagner, Nederlands zwemster (overleden 2004)
- 18 - Georg Ericson, Zweeds voetballer en voetbalcoach (overleden 2002)
- 23 - Jan Vermeire, Belgisch oprichter van de Poverello-gemeenschap (overleden 1998)
- 24 - Pierre Soulages, Frans kunstschilder en beeldhouwer (overleden 2022)
- 25 - Fernand Bourgaux, Belgisch atleet
- 27 - Booty Wood, Amerikaans jazztrombonist (overleden 1987)
- 29 - Pieter Terpstra, Nederlands schrijver en journalist (overleden 2006)
- 30 - David Willcocks, Engels organist, componist en koordirigent (overleden 2015)

## Overleden
januari

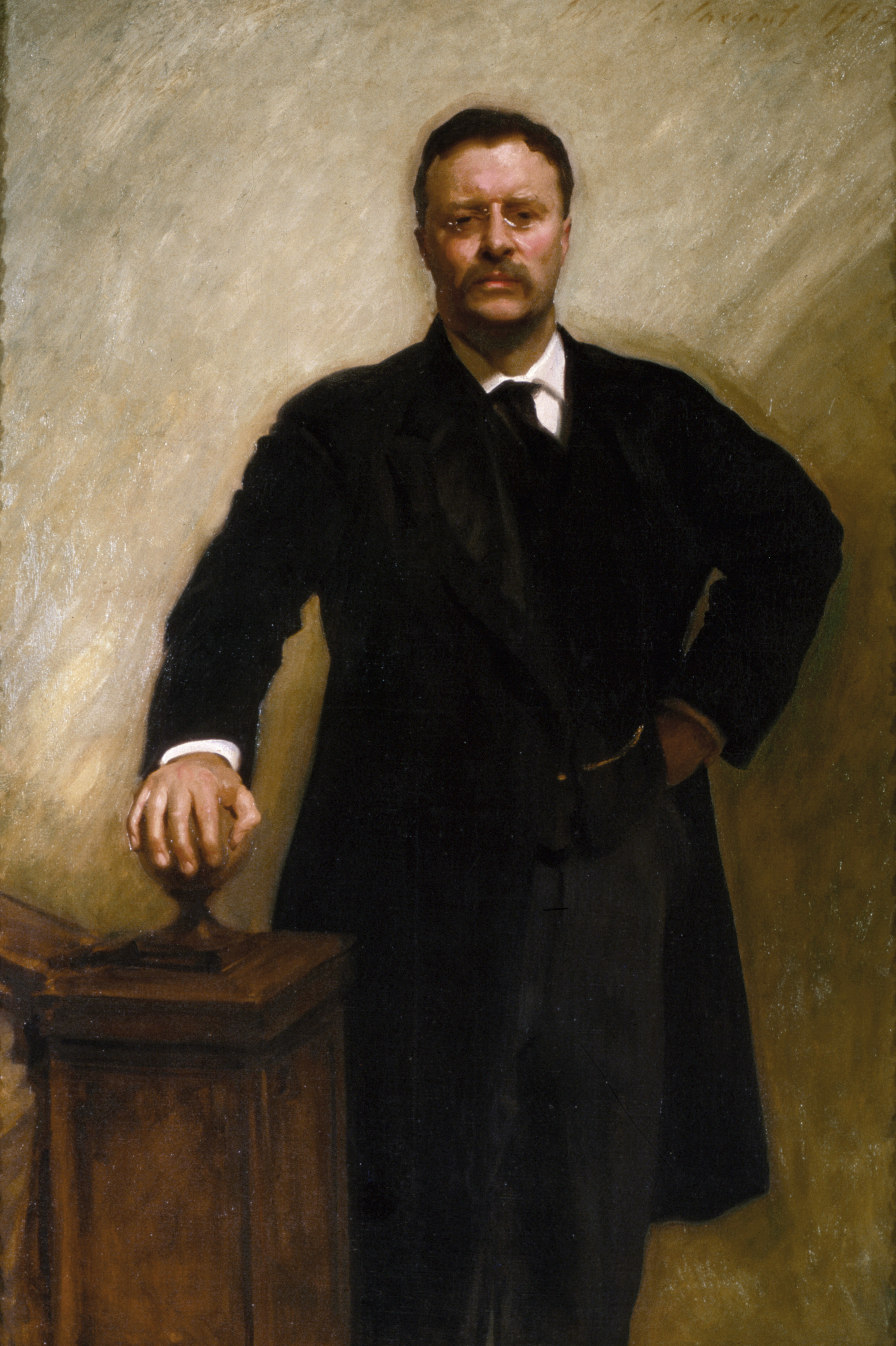
Theodore Roosevelt, 6 januari

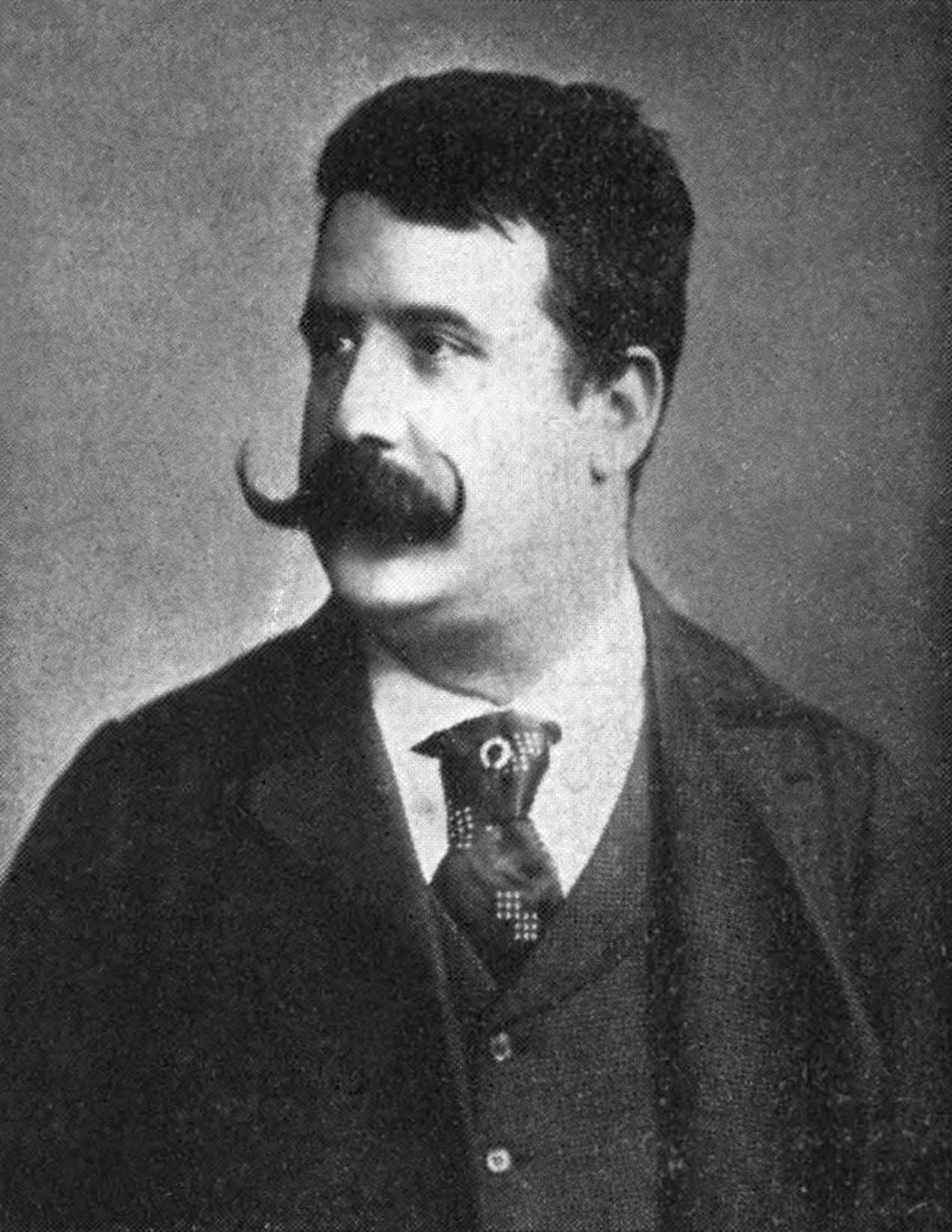
Ruggero Leoncavallo, 9 augustus

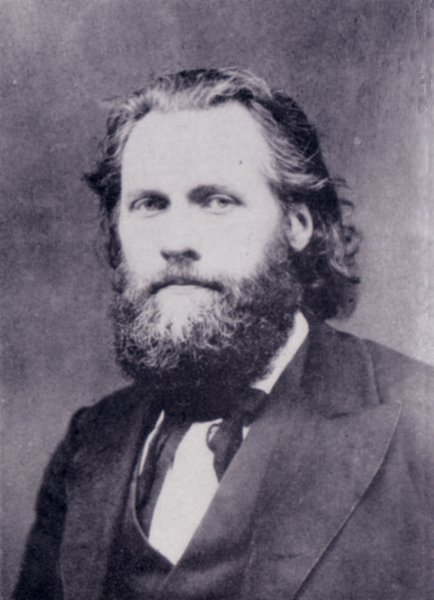
Ferdinand Domela Nieuwenhuis, 18 november

- 6 - Theodore Roosevelt (60), 26e president van de Verenigde Staten en winnaar Nobelprijs voor de Vrede
- 14 - Platon Kulbusch (59), Russisch-orthodox bisschop van Tallinn
- 15 - Rosa Luxemburg (47) en Karl Liebknecht (47), marxistische revolutionairen

februari
- 3 - Edward Charles Pickering (73), Amerikaans sterrenkundige
- 5 - William Michael Rossetti (89), Brits schrijver en criticus
- 16 - Vera Cholodnaja (25), Russisch (Oekraïens) filmactrice
- 20 - Francisco Liongson (49), Filipijns politicus
- 20 - Charles Mertens (53), Belgisch kunstschilder

maart
- 1 - James McNaught (39), Schots voetballer
- 17 - Kenyon Cox (62), Amerikaans kunstschilder, illustrator, kunstcriticus en dichter
- 25 - Wilhelm Lehmbruck (38), Duits expressionistisch kunstenaar

april
- 4 - Francisco Marto (10), Portugees zalige, belijder en ziener van Fátima
- 10 - Emiliano Zapata (39), Mexicaans revolutionair
- 13 - Phoebe Hearst (76), Amerikaans filantrope

mei
- 2 - Evelyn De Morgan (63), Brits kunstschilderes
- 6 - L. Frank Baum (62), Amerikaans schrijver, dichter, acteur en filmmaker

juni
- 30 - John William Strutt (76), Brits natuurkundige en Nobelprijswinnaar

juli
- 8 - Johan Andreas dèr Mouw (Adwaita) (55), Nederlands dichter
- 12 - Frederike van Uildriks (65), Nederlands lerares en schrijfster
- 13 - Jacob Hepkema (74), Nederlands journalist en uitgever

augustus
- 9 - Ernst Haeckel (85), Duits bioloog en filosoof
- 9 - Ruggero Leoncavallo (61), Italiaans componist
- 11 - Andrew Carnegie (83), Amerikaans industrieel
- 21 - Laurence Doherty (43), Brits tennisser
- 27 - Louis Botha (56), Zuid-Afrikaans generaal en premier

september
- 6 - Pier Pander (55), Nederlands beeldhouwer

oktober
- 13 - Karl Adolph Gjellerup (62), Deens dichter en schrijver (winnaar Nobelprijs)
- 14 - Wilhelm von Siemens (63), Duits industrieel

november
- 7 - Hugo Haase (56), Duits sociaaldemocratisch politicus
- 15 - Michail Doliwo-Dobrowolski (57), Russisch uitvinder
- 18 - Ferdinand Domela Nieuwenhuis (72), Nederlands politicus en sociaal-anarchist
- 29 - Szymon Winawer (81), Pools schaker

december
- 3 - Pierre-Auguste Renoir (78), Frans kunstschilder
- 27 - Theo de Meester (68), Nederlands topambtenaar, bestuurder en politicus

datum onbekend
- Valerian Albanov (±38), Russisch navigator

## Weerextremen in België
- 26 april: Tornado veroorzaakt lichte schade in Lanquesaint (Ath).
- 27 april: Sneeuw in Oostende.
- 29 april: Sneeuw in Antwerpen.
- 6 juli: In 2 uur 98 mm neerslag in Genk.
- juli: Juli met laagste gemiddelde maximumtemperatuur: 17,4 °C (normaal 21,6 °C).
- juli: Juli met laagste gemiddelde minimumtemperatuur: 10,6 °C (normaal 13,1 °C).
- 16 november: Sneeuwlaag van 13 cm sneeuw in Ukkel, 18 cm in Huy, 40 cm in Drossart (Baelen) in het Hertogenwald.
- november: November met laagste gemiddelde maximumtemperatuur: 4,9 °C (normaal 8,9 °C).

Bron: KMI Gegevens Ukkel 1901-2003  met aanvullingen 